# 軌道秩序
軌道秩序（きどうちつじょ、英: orbital ordering）とは、遷移金属や希土類化合物の結晶格子点上に局在した電子軌道が、一定の周期で整列する秩序状態のこと。
マンガン酸化物などは軌道秩序を持つことが知られている。